# 제2차 세계 대전 희생자를 위한 추모와 화해의 기간

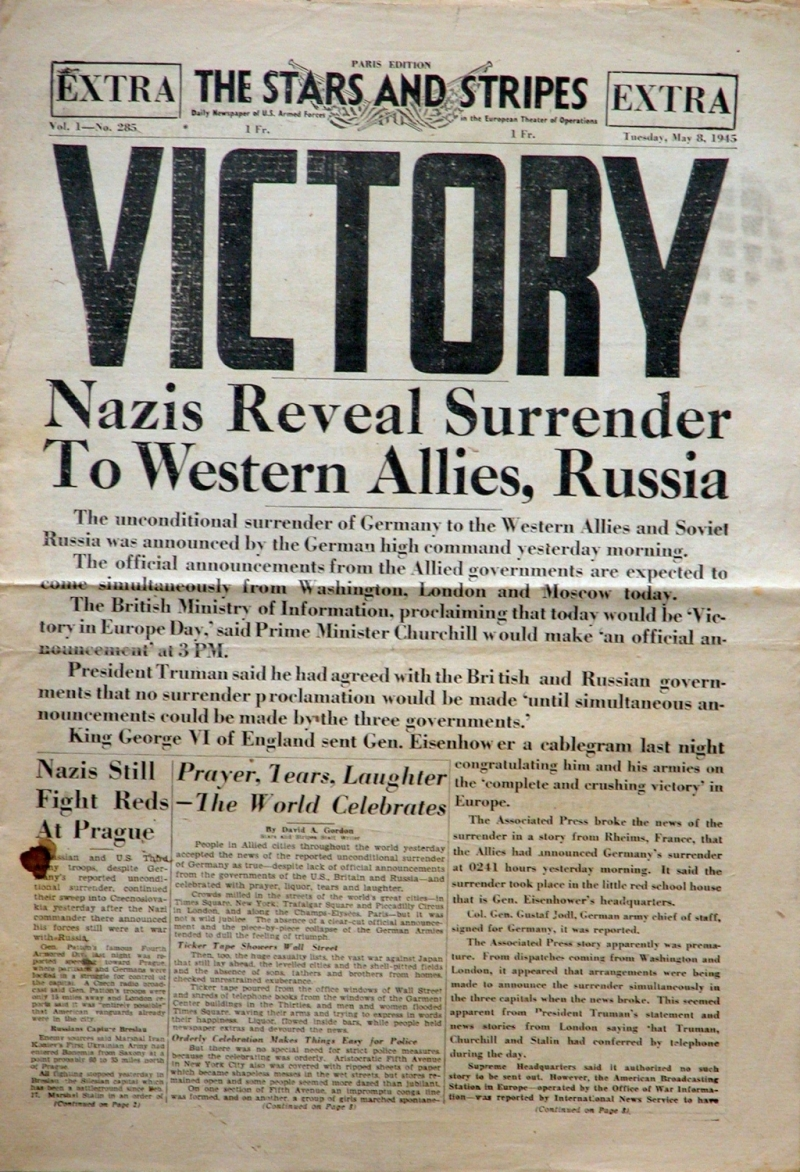
1945년 5월 8일

제2차 세계 대전 희생자를 위한 추모와 화해의 기간(Time of Remembrance and Reconciliation for Those Who Lost Their Lives during the Second World War)은 UN 총회에서 2004년 11월 12일 지정한 기간으로, 5월 8일부터 9일까지 해당한다. 이름 그대로 제2차 세계 대전의 희생자를 추모한다.

## 같이 보기
- 유럽 전승 기념일
- 대일 전승 기념일